# Тампере-Пирккала
Аэропорт Тампере-Пирккала (фин. Tampere-Pirkkalan lentoasema; (ИАТА: TMP, ИКАО: EFTP)) находится в Пирккала, в 13 км к юго-западу от центра города Тампере. Это третий аэропорт Финляндии по общему пассажиропотоку, общее число пассажиров в 2010 г. 617 713 тыс., и второй по объёму международных перевозок — 526 401 пассажир в 2010 году. Тампере-Пирккала представляет собой один из наиболее быстро развивающихся аэропортов Финляндии — число пассажиров выросло с 256 380 в 2000 г. до 632 010 в 2006 г. Большая часть этого роста обеспечивается за счёт бюджетного авиаперевозчика Ryanair, обеспечивающего полёты во многие города Центральной и Западной Европы. С 1 мая 2022 года, аэропорт является первым хабом airBaltic за пределами стран Балтии.
В аэропорту также размещается авиационное командование Сатакунта Военно-Воздушных Сил Финляндии, имеющее на вооружении самолеты F-18 Hornet.
Аэропорт закрывается ежедневно с 01:30 до 04:00.
В 2014 году компанией Finavia проводились значительные работы по модернизации аэропорта, а летом 2018 года (с 17 июля по 12 августа) аэропорт закроется на капитальный ремонт в ходе которого будет увеличен перрон, а также обновлено покрытие взлётно-посадочной полосы и рулёжных дорожек.

## История

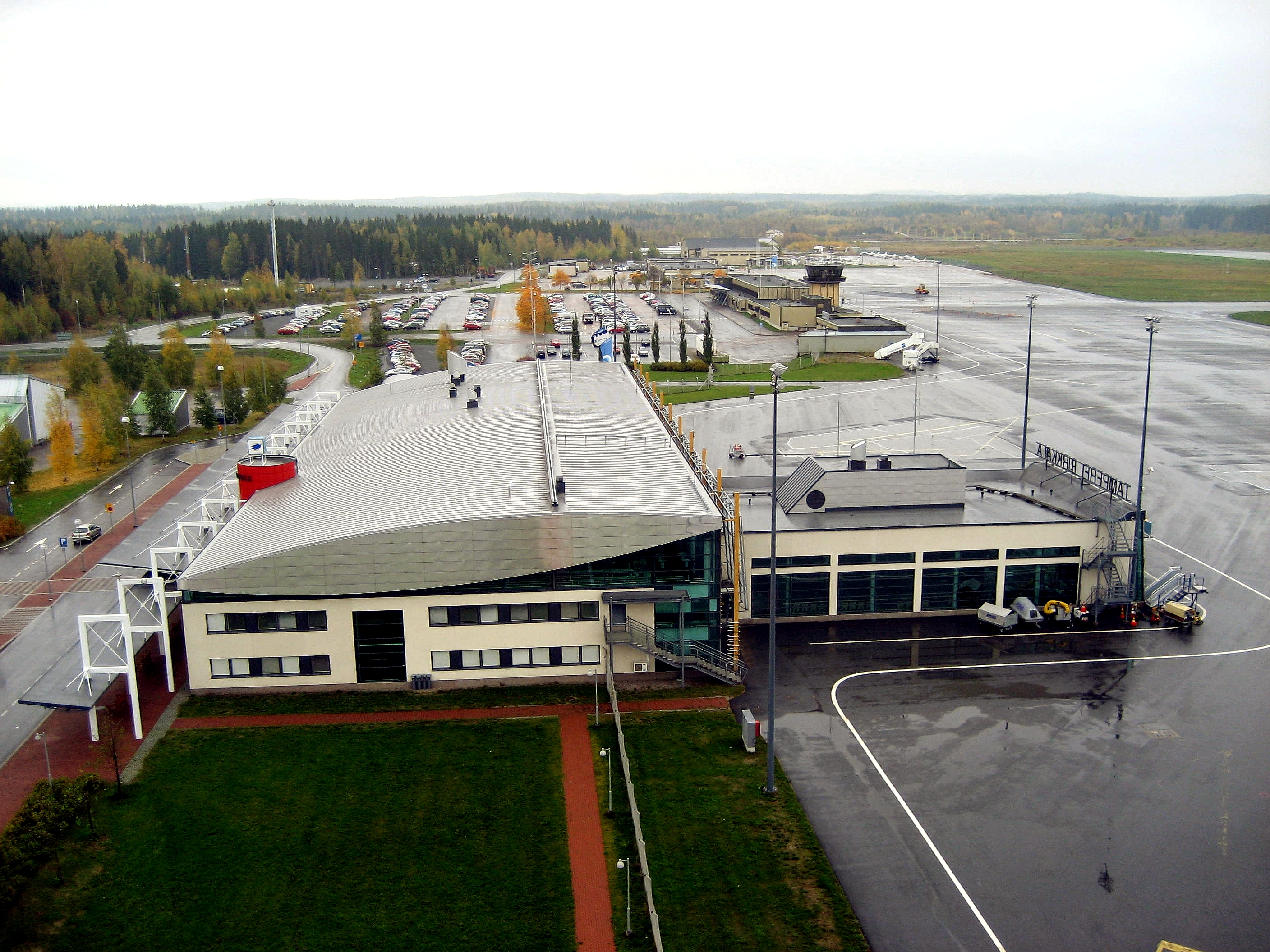
Вид сверху

Аэропорт Тампере был основан в 1936 г. в Хармяла (район Тампере), в 6 км от центра города. Из аэропорта Хармяла осуществлялись регулярные полёты в Хельсинки-Вантаа, Вааса, Оулу и Кеми авиакомпанией  Aero Oy (сейчас Финнэйр). Первый терминал был построен в 1941 г.
С 1936 по 1979 г. через аэропорт Хармяла прошло полтора миллиона пассажиров. В 1979 г. этот аэропорт был закрыт и открыт новый в Пирккала.

## Терминалы, авиакомпании и направления

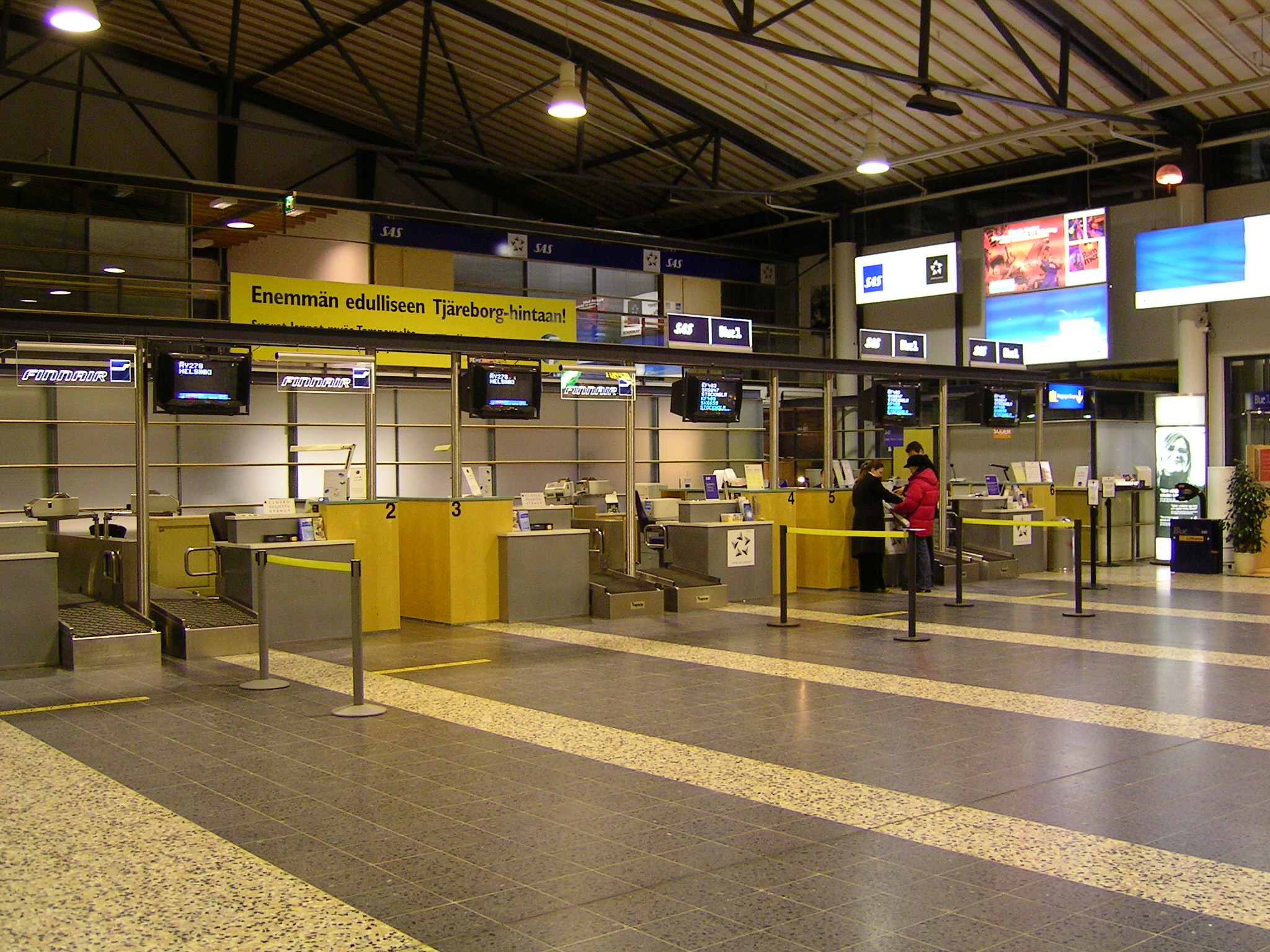
Зона регистрации в Терминале 1

## Транспортное сообщение

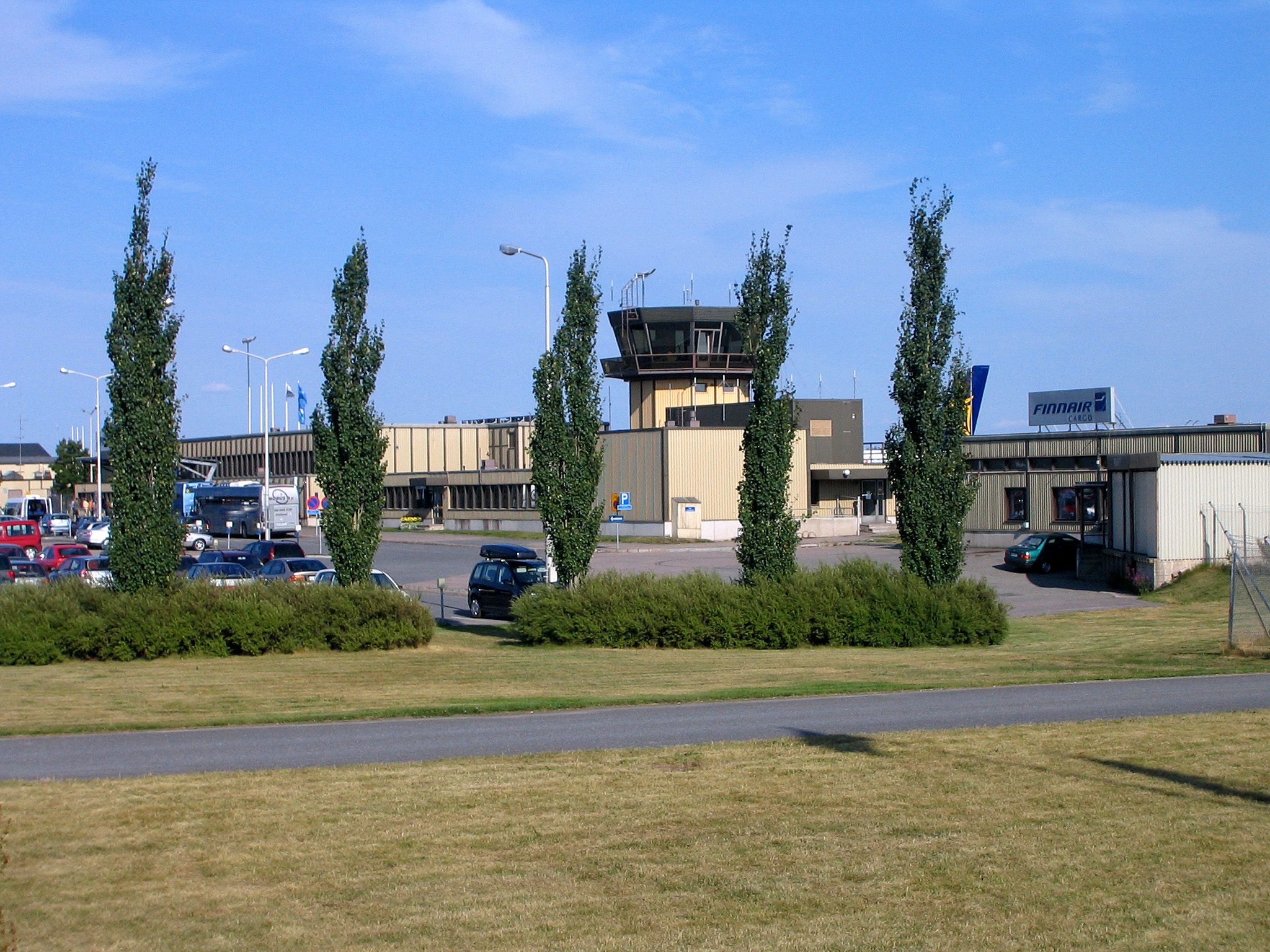
Терминал 2, используемый Райанэйр

Терминал 1 соединён с Тампере автобусным маршрутом № 61, терминал 2 специальным автобусом Райанэйр соединяется с железнодорожной станцией. Добраться до Хельсинки можно только с пересадкой в городе Тампере или на такси

## Статистика

### Пассажиры
| Год  | Внутренние перевозки | Международные перевозки | Всего пассажиров | Изменение |
| ---- | -------------------- | ----------------------- | ---------------- | --------- |
| 2005 | 114 669              | 482 433                 | 597 102          | +20,4% ▲  |
| 2006 | 119 432              | 512 578                 | 632 010          | +5,8% ▲   |
| 2007 | 113 713              | 573 998                 | 687 711          | +8,8% ▲   |
| 2008 | 107 954              | 601 402                 | 709 356          | +3,1% ▲   |
| 2009 | 85 351               | 542 733                 | 628 084          | −11,5% ▼  |
| 2010 | 91 312               | 526 276                 | 617 588          | −1,7% ▼   |
| 2011 | 96 625               | 561 005                 | 657 630          | +6,5% ▲   |

### Грузы и почта
| Год  | Внутренние грузы | Внутренняя почта | Международные грузы | Международная почта | Всего грузы и почта | Изменение |
| ---- | ---------------- | ---------------- | ------------------- | ------------------- | ------------------- | --------- |
| 2005 | 111              | 0                | 0                   | 0                   | 111                 | −17% ▼    |
| 2006 | 96               | 0                | 107                 | 0                   | 203                 | +83% ▲    |
| 2007 | 65               | 0                | 105                 | 0                   | 170                 | −16% ▼    |
| 2008 | 59               | 0                | 240                 | 0                   | 299                 | +76% ▲    |
| 2009 | 14               | 0                | 845                 | 2                   | 861                 | +188% ▲   |
| 2010 | 106              | 0                | 562                 | 1                   | 669                 | −22% ▼    |
| 2011 | 109              | 0                | 433                 | 0                   | 542                 | −19% ▼    |